# Dirhami
Dirhami (szw. Derhamn) – wieś w Estonii, w prowincji Läänemaa, w gminie Lääne-Nigula. Do 2017 roku znajdowała się w gminie Noarootsi.
W Dirhami znajduje się całoroczny port, do którego mogą wpływać jednostki o długości do 90 m, szerokości do 12 m i zanurzeniu do 3,7 m. Z portu wypływają turystyczne łodzie na wyspę Osmussaar.